# 威廉·哈特曼·伍丁
威廉·哈特曼·伍丁（William Hartman Woodin，1868年5月27日—1934年5月3日），美国工业家、政治家，曾任美国财政部长（1933年），在富兰克林·德拉诺·罗斯福总统任内于1933年担任此职。
| 前任： 奥格登·L·米尔斯 | 美国财政部长 1933年 | 繼任： 小亨利·摩根索 |